# Antheraea fantoni
Antheraea fantoni är en fjärilsart som beskrevs av Rondot 1887. Antheraea fantoni ingår i släktet Antheraea och familjen påfågelsspinnare. Inga underarter finns listade i Catalogue of Life.